# Tanz der Lemminge
Tanz der Lemminge è un album in studio del gruppo rock tedesco Amon Düül II, pubblicato nel 1971.

## Tracce
Side A - SYNTELMAN'S MARCH OF THE ROARING SEVENTIES
1. In the Glass Garden – 1:39
2. Pull Down Your Mask – 4:39
3. Prayer to the Silence – 1:04
4. Telephonecomplex – 8:26

Side B - RESTLESS SKYLIGHT-TRANSISTOR-CHILD
1. Landing in a Ditch – 1:12
2. Dehypnotized Toothpaste – 0:52
3. A Short Stop at the Transylvanian Brain-Surgery – 5:00
4. Race From Here to Your Ears. Part I - Little Tornadoes – 2:08
5. Race From Here to Your Ears. Part II - Overheated Tiara – 1:46
6. Race From Here to Your Ears. Part III - The Flyweighted Five – 1:26
7. Riding on a Cloud – 2:33
8. Paralyzed Paradise – 3:07
9. H.G. Wells' Take Off – 1:26

Side C - CHAMSIN SOUNDTRACK
1. The Marilyn Monroe-Memorial-Church – 18:05

Side D - CHAMSIN SOUNDTRACK
1. Chewing Gum Telegram – 2:41
2. Stumbling Over Melted Moonlight – 4:33
3. Toxicological Whispering – 7:45

## Formazione
- Renate Knaup-Krötenschwanz - voce (6)
- Chris Karrer - chitarre, voce (2, 4), violino
- John Weinzierl - chitarre, voce (12), piano
- Falk Rogner - organo, elettronica
- Lothar Meid - bassi, voce (7, 11)
- Peter Leopold - batteria, percussioni, piano
- Jimmy Jackson - organo, piano
- Al Gromer - sitar
- Rolf Zacher - voce (13)